# Bombolla de vent estel·lar

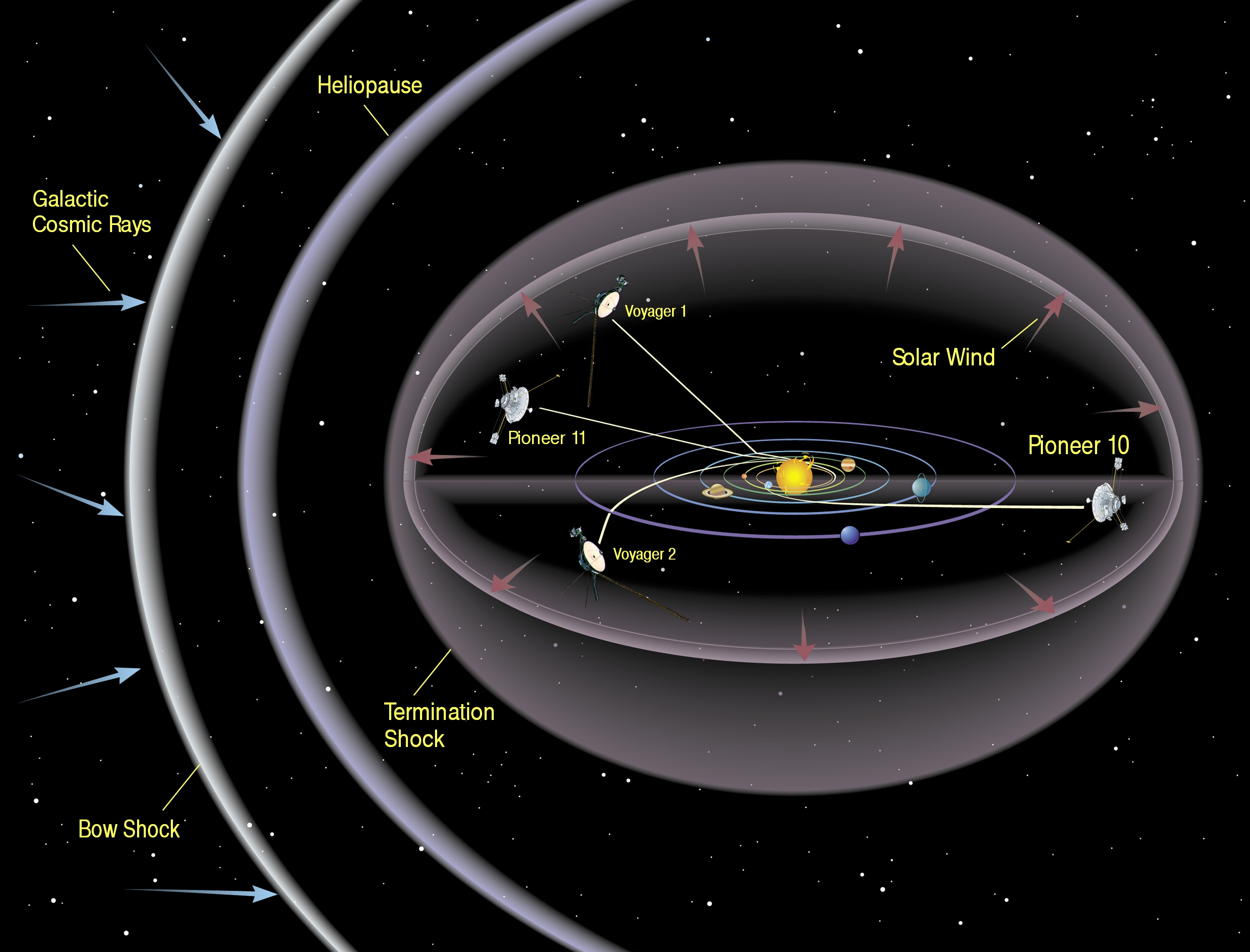
Estructura de l'heliosfera.

En astronomia, una bombolla de vent estel·lar és una cavitat que s'estén alguns anys llum dins el medi interestel·lar constituïda per gas sobreescalfat del vent emès a alta velocitat per un estel massiu de classe espectral O o B. Vents estel·lars menys potents també poden formar estructures de bombolla que s'anomenen astrosferes.
L'heliosfera formada pel vent solar, dins la qual es troben els principals planetes del Sistema solar, constitueix de fet, un petit exemple de bombolla de vent estel·lar.
Les bombolles de vent estel·lar posseeixen una estructura de doble xoc. La part més interna de la bombolla s'escalfa en un xoc de terminació, en el que la seva energia cinètica es converteix en energia tèrmica, que rescalfa el gas fins a temperatures de 10⁶ K; formant d'aquesta manera un plasma altament ionitzat que emet raigs X. El vent rescalfat i a elevada pressió s'espandeix, causant un xoc a l'interior del gas interestel·lar ciscumdant. Si el gas circumdant és prou dens (densitat n > 0,1 cm-3), el gas de les regions més externes es refreda molt més ràpid del de les parts més internes, formant una prima i relativament densa capa al voltant del vent estel·lar calent.